# Wiktoryja Kołb
Wiktoryja Alehauna Kołb (ur. 26 października 1993 w Baranowiczach) – białoruska lekkoatletka specjalizująca się w pchnięciu kulą.
Szósta zawodniczka igrzysk olimpijskich młodzieży w Singapurze (2010). Bez awansu do finału startowała na juniorskich mistrzostwach Europy (2011) i świata (2012). W 2015 została w Tallinnie młodzieżową mistrzynią Starego Kontynentu. Uczestniczka mistrzostw Europy w Amsterdamie (2016), w których odpadła w eliminacjach, podobnie jak rok później na halowym czempionacie Starego Kontynentu w Belgradzie.
Medalistka mistrzostw Białorusi oraz reprezentantka kraju w pucharze Europy w rzutach i meczach międzypaństwowych.
Rekordy życiowe: stadion – 18,16 (8 czerwca 2018, Brześć); hala – 18,30 (21 grudnia 2018, Mińsk).

## Osiągnięcia
| Rok  | Impreza                                               | Miejsce    | Lokata            | Wynik |
| ---- | ----------------------------------------------------- | ---------- | ----------------- | ----- |
| 2010 | Kwalifikacje Europy do igrzysk olimpijskich młodzieży | Moskwa     | 6. miejsce        | 14,00 |
| 2010 | Igrzyska olimpijskie młodzieży                        | Singapur   | 6. miejsce        | 14,61 |
| 2011 | Zimowy puchar Europy w rzutach                        | Sofia      | 8. miejsce (U-23) | 14,36 |
| 2011 | Mistrzostwa Europy juniorów                           | Tallinn    | el. – 14. miejsce | 13,95 |
| 2012 | Mistrzostwa świata juniorów                           | Barcelona  | el. – 15. miejsce | 14,25 |
| 2014 | Zimowy puchar Europy w rzutach                        | Leiria     | 3. miejsce (U-23) | 16,81 |
| 2015 | Zimowy puchar Europy w rzutach                        | Leiria     | 3. miejsce (U-23) | 16,46 |
| 2015 | Młodzieżowe mistrzostwa Europy                        | Tallinn    | 1. miejsce        | 17,47 |
| 2016 | Puchar Europy w rzutach                               | Arad       | 4. miejsce        | 16,82 |
| 2016 | Mistrzostwa Europy                                    | Amsterdam  | el. – 17. miejsce | 16,27 |
| 2017 | Halowe mistrzostwa Europy                             | Belgrad    | el. – 11. miejsce | 17,22 |
| 2017 | Puchar Europy w rzutach                               | Las Palmas | 6. miejsce        | 17,01 |
| 2017 | Uniwersjada                                           | Tajpej     | 8. miejsce        | 16,58 |
| 2018 | Mistrzostwa Europy                                    | Berlin     | 8. miejsce        | 17,50 |
| 2019 | Halowe mistrzostwa Europy                             | Glasgow    | el. – 11. miejsce | 17,11 |